# Xesús Fernández González
Xesús Fernández González, nascut a (Chantada, 1870 - Santiago de Compostel·la, 28 de gener de 1928) va ser un escriptor i periodista gallec.

## Trajectòria
Va ser sergent del Batalló de Caçadors de l'Havana. Col·laborà a la Gaceta de Galicia i dirigí Las Riberas de Chantada l'any 1900. Secretari del Cercle Obrer Catòlic de Chantada l'any 1905, fou propagandista del diputat Javier García de Leaniz. Col·laborà a El Norte de Galicia, El Regional, La Región i Letras Regionales i fou redactor i administrador d'El Eco de Santiago. Fou funcionari d'educació del Consell de Redondela i va treballar com a dependent a l'Escola de Veterinària de Santiago de Compostel·la. Quan l'escola va tancar el setembre de 1924, va ser adscrit a l'Escola Normal de Valladolid, encara que el mes següent va ser incorporat a la Secretaria de la Universitat de Santiago de Compostel·la. L'any 1921 guanyà el certamen literari en honor a Armando Palacio Valdés organitzat pel Círculo San Fernando de Cádiz amb la novel·la Lo que Dios quiere. El 1925 va guanyar el premi de novel·la curta d'El Diario Español de Buenos Aires amb l'obra Dios te deje ir con bien. Fou corresponsal de la Reial Acadèmia Gallega.

## Vida personal
Es va casar a Santiago de Compostel·la amb Pastora Vázquez Cobas el 1899 i va ser pare de María de la Paz i Alfonso Fernández Vázquez.

## Obres

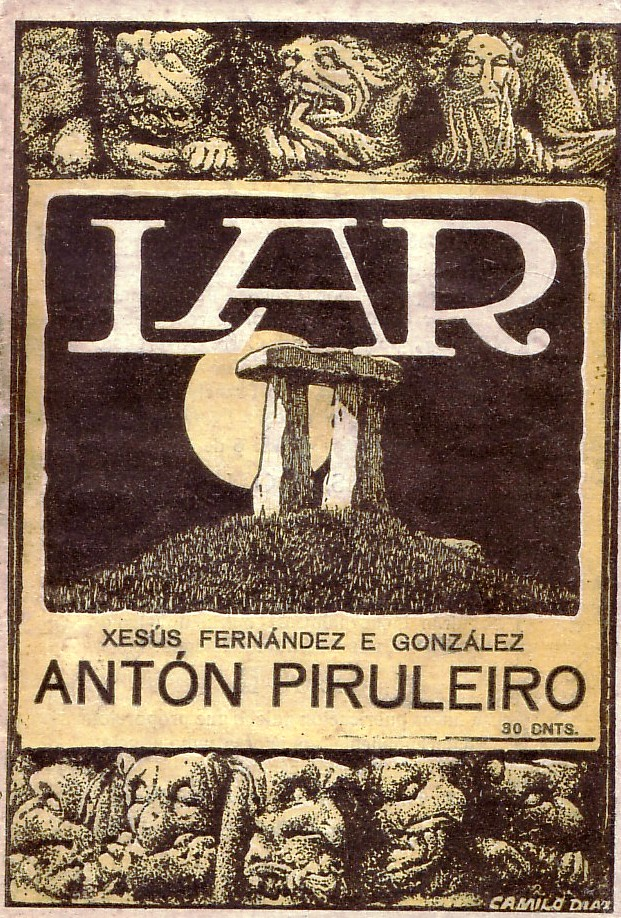
Antón Piruleiro. casa 1925

### En castellà
- Lucha de sentimientos.
- Prosa de la vida, 1901.
- Pinceladas, 1909.[9]
- Senda de amargura, 1910.[10] Publicada com butlletí al Diari de Galícia el 1918.
- La resignada, 1920.
- Montero-Ríos, 1920.
- Alborada, 1922.

### En gallec
Va escriure una única obra en gallec, la novel·la Como son os do grorioso. Antón Piruleiro, publicada a la col·lecció Lar l'any 1925.